# Дикий, Валентин Петрович
Валентин Петрович Дикий — советский военный деятель, генерал-лейтенант.

## Биография
Родился в 1916 году на руднике Жиловский. Член КПСС.
С 1938 года — военнослужащий танковых войск РККА.
Участник Великой Отечественной войны: старший помощник начальника отдела РЭЭ УБТСиР 3-й гвардейской танковой армии, заместитель командира 32-й гвардейской танковой бригады по технической части
До 1970 г. — военный бронетанковый инженер в Советской Армии.
В 1970—1972 гг. — помощник командующего округом по бронетанковой технике
В 1972—1974 гг. — советник начальника бронетанкового управления в Арабской Республике Египет.
В 1974—1983 гг. — председатель научно-технического комитета ГАБТУ Министерства обороны СССР.

Дикий оказался умнейшим человеком, чудесным дипломатом, тактичным и чинопослушным военным. Мы с ним проработали вместе 10 лет, как говорят, душа в душу, не мешая друг другу.

Лауреат Государственной премии СССР (закрытым указом).
Умер в 1992 году в Москве.

## Награды
- Орден Ленина
- Орден Красного Знамени (дважды)
- Орден Отечественной войны I степени
- Орден Отечественной войны II степени
- Орден Красной Звезды (дважды)
- Орден За службу Родине в Вооружённых силах СССР III степени